# Malachra radiata
Malachra radiata är en malvaväxtart som först beskrevs av Carl von Linné, och fick sitt nu gällande namn av Carl von Linné. Malachra radiata ingår i släktet Malachra och familjen malvaväxter. Inga underarter finns listade i Catalogue of Life.